# Minax tetraspinosus
Minax tetraspinosus – gatunek kosarza z podrzędu Laniatores i rodziny Stygnidae. Jedyny znany przedstawiciel monotypowego rodzaju Minax.

## Biotop
Pierwotne lasy deszczowe.

## Występowanie
Gatunek wykazany z Wenezueli oraz brazylijskiego stanu Amazonas.